# بيلي ناير
بيلي ناير (بالإنجليزية: Billy Nair)‏ هو سياسي جنوب أفريقي، ولد في 27 نوفمبر 1929 في ديربان في جنوب أفريقيا، وتوفي بنفس المكان في 23 أكتوبر 2008. حزبياً، نشط في المؤتمر الوطني الأفريقي. وقد انتخب عضو الجمعية الوطنية لجنوب أفريقيا.